# Miss Brasil 1993
Miss Brasil 1993 foi a 39ª edição do tradicional concurso de beleza feminina de Miss Brasil, cujo objetivo foi selecionar a representante brasileira no Miss Universo 1993. Realizado pela empresária Marlene Brito, a competição contou com a participação de vinte (20) candidatas previamente selecionadas. Das vinte, apenas uma, selecionada pelo missólogo venezuelano Osmel Sousa, chegou à final para a cerimônia de coroação, esta foi Leila Schuster do Rio Grande do Sul. A cerimônia foi realizada no dia 12 de Janeiro daquele ano no tradicional Restaurante Leopolldo, localizado no bairro do Jardins, na cidade de São Paulo.

## Sobre
A empresa The Most of Brazilian Beauty, coordenada pela empresária Marlene Brito, realizou um casting com vinte candidatas. Todas as candidatas saíram de um processo de seleção supervisionado pelo venezuelano Osmel Sousa, presidente do Miss Venezuela. A vencedora foi supervisionada pelo missólogo antes e durante o período do Miss Universo 1993. Apenas uma equipe do programa "Flash", comandado por Amaury Jr. (então na Band), conseguiu registrar a coroação da gaúcha. Vale salientar que o evento também foi registrado pela revista Veja e Manchete.

### Primeira Candidata Biônica
Normalmente, toda miss local ou nacional que é indicada em vez de ser eleita em concurso é chamada de "biônica". Esse termo é uma variação da expressão senador biônico, criada pela ditadura militar para designar um terço dos senadores que deveriam ser indicados pelas assembleias estaduais para conter o avanço do MDB, partido de oposição nas eleições parlamentares de 1978. Até 2020,o caso de Leila era o único caso na história do Miss Brasil a ser  "biônico". Ainda hoje alguns Estados do País preferem indicarem suas candidatas ao concurso nacional de beleza ao invés de realizar um concurso.

## Resultados

### Colocações
| Posição   | Estado & Candidata                   |
| Vencedora | - Rio Grande do Sul - Leila Schuster |

## Candidatas
Não há informações e fontes suficientes para constatar quais foram as candidatas.